# Utby församling
För den historiska församlingen i nuvarande Partille kommun, se Utby församling, Göteborgs stift.
Utby församling var en församling i Skara stift och i Mariestads kommun. Församlingen uppgick 2009 i Ullervads församling.

## Administrativ historik
Församlingen har medeltida ursprung. 
Församlingen var till 1504 annexförsamling i pastoratet Ullervads församling, Utby och Leksberg. Från 1504 till 1 maj 1924 var den annexförsamling i pastoratet Ekby och Utby, från 1 maj 1924 till 1962 annexförsamling i pastoratet Ullervad, Ek, Utby och Ekby samt från 1962 till 2009 annexförsamling i pastoratet Ullervad, Ek, Ekby, Utby, Tidavad, Odensåker och Låstad. Församlingen uppgick 2009 i Ullervads församling.

## Kyrkor
- Utby kyrka